# کژپیتسه (استان اشوی‌داشکسیه)
کژپیتسه (به لهستانی: Krzepice) یک منطقهٔ مسکونی در لهستان است که در گمینا ستسمین واقع شده‌است. کژپیتسه ۱۰۰ نفر جمعیت دارد.